# Georges Moustaki
Georges Moustaki (3. května 1934, Alexandrie, Egypt – 23. května 2013, Nice, Francie) byl francouzský autor a skladatel mnoha písniček, současně i jejich interpret.

## Biografie
Vyrůstal v multikulturní rodině (mísily se zde národnosti: řecká, turecká, arabská, italská, francouzská atd.) na řeckém ostrově Korfu. Již v mládí projevoval náklonnost a vášeň k literatuře a francouzským šansonům, k hudbě vůbec. Za vzory považoval slavnou francouzskou šansoniérku Édith Piaf a další, např. Georgese Brassense. Pro Edith Piaf dokonce zkomponoval jednu z nejznámějších písní Milord.
V roce 1951 odcestoval do Paříže, kde se snažil uživit mnoha způsoby. Nejdříve jako novinář, poté jako barman v piano-baru. Poté, co potkal Edith Piaf, psal texty pro slavná jména francouzské hudby, zejména pro Yvese Montanda, Barbaru a nebo Serge Reggianiho. Texty posloužily jako základ pro vznik pozdějších velkých hitů, které přežívají dodnes a jsou Moustakiho velkým úspěchem, např. Sarah, Ma Solitude, Joseph, Ma liberté nebo La longue Dame Brune.